# Hoplophorella stilifera
Hoplophorella stilifera är en kvalsterart som först beskrevs av Hammer 1961.  Hoplophorella stilifera ingår i släktet Hoplophorella och familjen Phthiracaridae. Inga underarter finns listade i Catalogue of Life.